# 尼爾森峰 (杜費克海岸)
尼爾森峰（英語：Nilsen Peak），是南極洲的山峰，位於杜費克海岸，處於沙克爾頓冰川終點東面，海拔高度780米，由美國南極名稱諮詢委員命名，現時由南極條約體系管理。